# Кариуки, Джосайя Мванги
Джозайя Мванги Кариуки (англ. Josiah Mwangi Kariuki; 21 марта 1929 — 2 марта 1975), известный в народе как «JM» — кенийский общественный и политический деятель-социалист во время борьбы за независимость и правления президента Джомо Кениаты. Некоторые называли его «Мартином Лютером Кингом» Кении. Занимал различные государственные должности с момента обретения Кенией независимости в 1963 году до своего убийства в 1975 году.

## Ранние годы
Дж. М. Кариуки родился в городе Кабати-ини в провинции Рифт-Валли в семье Кариуки Кигани и Мэри Ванджику. Он был единственным мальчиком из пяти детей. По этническому происхождению принадлежал к кикуйю. В 1938 году недолго посещал в дневную школу Эвансона, но вскоре был вынужден бросить учёбу из-за отсутствия средств. Он работал на ферме европейского поселенца до 1946 года, когда он выиграл в ставках на скачки в Накуру. Используя свой выигрыш, он повторно поступил в начальную школу и, хотя посещал несколько миссионерских школ, наконец смог закончить начальное образование в 1950 году. Затем поступил в Королевский колледж Будо в угандийском районе Вакисо, чтобы получить среднее образование.

## Политическая деятельность
Начало политической карьеры Кариуки обычно относят к 1946 году, когда он услышал на политическом митинге речь Джомо Кениятты, обличавшего обращение британских колониальных властей с коренными кенийцами. Однако вполне вероятно, что он заинтересовался политикой в раннем возрасте. Ещё до его рождения его родители были изгнаны в 1928 году со своей семейной земли Чинга в родном заповеднике Ньери, чтобы работать в «Белом нагорье». Там они стали батраками на ферме европейских поселенцев за низкую заработную плату.
В конце 1940-х годов Кариуки присоединился в школе к театральному кружку, представлявшему пьесы о попытках сопротивления колониальному правлению. Находясь на учёбе в Уганде, он внимательно следил за борьбой, которую местные кенийцы были вынуждены вести с европейскими колонистами. 22 октября 1952 года он окончил среднюю школу и вернулся в Кению незадолго до того, как новый губернатор сэр Эвелин Бэринг ввёл в колонии чрезвычайное положение. Кариуки стал участником движения «за землю и свободу», присоединившись к восстанию Мау-Мау. Он служил связным Мау-Мау между Элдоретом и Кисуму, а также помогал собирать средства для повстанцев. Это привело к его аресту в отеле, который служил прикрытием для его политической деятельности. С 1953 года до своего освобождения 7 лет спустя в 1960 году он содержался в различных лагерях (включая Ковоп и Лангату).
После освобождения ему удалось посетить Кениату в заключении и заручиться его одобрением на открытие в Ньери отделения Африканского национального союза Кении (KANU). В 1960—1963 годах Кариуки учился в Оксфордском университете. В независимой Кении Кариуки работал личным секретарём президента Кениаты с 1963 по 1969 год, а также был избран в парламент. В 1964—1968 годах он руководил службой молодёжи, затем в 1968—1969 годах стал заместителем министра сельского хозяйства, а в 1969—1974 годах — заместителем министра туризма и заповедников.
При этом к концу 1960-х и началу 1970-х годов отношения Кариуки с Кениатой становились всё более натянутыми, поскольку первый всё активнее критиковал политику правительства и её следствия, включая высокий уровень коррупции, рост неравенства и ухудшение отношений между Кенией и другими государствами Восточноафриканского сообщества. Кроме того, правительство KANU под руководством Кениаты не смогло оказать населению достаточной помощи при засухе и плохо управлялось с экономикой после нефтяного кризиса 1973 года. Основная критика касалась несправедливого распределения земель режимом Кениаты. После обретения Кенией независимости британское правительство предоставило Кении средства на выкуп земли у европейских поселенцев. Однако выкупленная земля так и не была перераспределена между теми кенийцами, которые ранее жили в этих населённых пунктах, а отдавалась в качестве взяток для оказания влияния на политических союзников.
В 1974 году он был избран членом парламента от Ньяндаруа, но в этот раз стал помощником министра, несмотря на свою критику правительства Кениаты («Кения стала страной с 10 миллионерами и 10 миллионами нищих»). Власти предпринимали усилия, чтобы помешать его переизбранию, опасаясь его популярности среди простых кенийцев. В последний раз его видели живым в отеле «Хилтон» в сопровождении телохранителя Кениаты 2 марта 1975 года.

## Смерть
Первое покушение на него произошло 1 марта 1975 года, когда взорвался автобус, в котором он должен был ехать из Найроби в Момбасу. 2 марта 1975 года пастух нашёл в лесу Нгонг останки Кариуки, которому отрубили руки, выкололи глаза, обожгли лицо кислотой и бросили в муравейнике. Когда стало известно о гибели Кариуки, по улицам столицы прошли маршем протеста студенты Найробийского университета. Марш был разогнан кенийской полицией, а университетский кампус был закрыт и больше не открывался при жизни Кениаты.
Для расследования обстоятельств убийства Кариуки был немедленно создан специальный парламентский комитет под председательством Элайджи Васике Мвангале. В отчёте комитета были названы высокопоставленные полицейские, но никто так и не понёс наказание.
В целом Кариуки считался выдающейся фигурой на политической сцене Кении, и его трагическое убийство широко оплакивалось его соотечественниками.

## Книга
Кариуки написал «Задержанный Мау-Мау» о своём опыте заключения в лагерях во время восстания, которое привело Кению к независимости.